# 北川達夫
北川 達夫（きたがわ たつお、1966年 - ）は、日本の元外交官、研究者。
OECD生徒の学習到達度調査（PISA）2009読解力調査国内専門委員。日本教育大学院大学客員教授。星槎大学客員教授。横浜国立大学大学院理工学府非常勤講師。（公財）文字・活字文化推進機構調査研究委員。
東京都生まれ。

## 経歴
武蔵中学校・高等学校を経て早稲田大学法学部卒業後、ヘルシンキ大学歴史言語学部・発達教育学部等に留学。その後外務省に入省。
1991-98年在フィンランド日本国大使館在勤・在エストニア日本国大使館兼勤を経て退官。

## 著書
- 『知的英語の習得術』学習研究社　2003
- 『知的で美しい英語3ヶ月速習秘伝』学習研究社　2004
- 『「論理力」がカンタンに身につく本 「欧米式」作文メソッドでOK! 説得・交渉・コミュニケーションの達人になる3ステップ』大和出版　2004
- 『知的英語センスが身につく名文音読』学習研究社　2005　Gakken英語音読マスターシリーズ
- 『フィンランド流「伝える力」が身につく本 世界中の誰とでも話せる!』中経出版　2010
- 『不都合な相手と話す技術 フィンランド式「対話力」入門』東洋経済新報社　2010
- 『“あの人”とうまくやるための対話力の高め方』東洋経済新報社　2013
- 『苦手なあの人と対話する技術』東洋経済新報社　2014
- 『チームワークのヒケツ』Ｚ会 　2023

## 共著
- 『図解フィンランド・メソッド入門』フィンランド・メソッド普及会共著　経済界　2005
- 『小学生100冊読書日記 フィンランドメソッドで本が好きになる』フィンランド・メソッド普及会共著　経済界　2006
- 『親子で書こう！100さつ読書日記』フィンランド・メソッド普及会共著　経済界　2006
- 『ニッポンには対話がない 学びとコミュニケーションの再生』平田オリザ共著　三省堂　2008
- 『対話流 未来を生みだすコミュニケーション』清宮普美代共著　三省堂　2009
- 『言語力検定5・6級公式テキスト』有元秀文共著　日本能率協会マネジメントセンター　2010
- 『ていねいなのに伝わらない「話せばわかる」症候群』平田オリザ共著　日経ビジネス人文庫　2013
- 『フィンランドの教育~教育システム・教師・学校・授業・メディア教育から読み解く』中川一史・中橋雄共著　フォーラムA企画　2016
- 『学びの資質・能力 ラーニング・トゥ・ラーン』新井健一・中川一史共著 東洋館出版社 2018
- 『フィンランド×日本の教育はどこへ向かうのか: 明日の教育への道しるべ』髙木展郎共著　三省堂　2020
- 『課題解決のヒケツ』Ｚ会編集部編集  Ｚ会 　2022

## 翻訳
- スターホーク『聖魔女術 スパイラル・ダンス 大いなる女神宗教の復活』鏡リュウジ共訳　国書刊行会　1994　魔女たちの世紀
- メルヴィ・バレ,マルック・トッリネン,リトバ・コスキパー『フィンランド国語教科書 小学4年生 フィンランド・メソッド5つの基本が学べる』フィンランド・メソッド普及会共訳編　経済界　2005
- メルヴィ・バレ,マルック・トッリネン,リトバ・コスキパー『フィンランド国語教科書 小学3年生 フィンランド・メソッド5つの基本が学べる』フィンランド・メソッド普及会共訳編　経済界　2006
- メルヴィ・バレ,マルック・トッリネン,リトバ・コスキパー『フィンランド国語教科書 小学5年生 フィンランド・メソッド5つの基本が学べる』フィンランド・メソッド普及会共訳編　経済界　2007
- ハンネレ・フオヴィ,メルヴィ・バレ,マルック・トッリネン『フィンランド読解教科書 フィンランド読解メソッド4つの基本が学べる』フィンランド・メソッド普及会共訳編　経済界　2008
- 『宇宙飛行士の教科書』JAXA井上夏彦・堂山浩太郎監修  Z会グループ・Space BD株式会社編　観世音　2021